# Nina Klinker Stephensen
Nina Klinker Stephensen (født Jørgensen 5. juli 1968) er en dansk boligjournalist og tidligere tv-værtinde.

## Virke som tv-værtinde
Hun har bl.a. medvirket i TV 2-programmerne Eleva2ren (1988), Stjernetegn (1996), Go' morgen Danmark (1996) og Mit sande jeg (2003).

## Uddannelse
Klinker har været elev ved Niels Steensens Gymnasium. På et tidspunkt har Klinker studeret jura ved Aarhus Universitet.
Men hun er uddannet filminstruktør og tv-tilrettelægger ved Den Danske Filmskole (1994) (afgangsprojekt som instruktør: Waldemar – en prins).

## Privatliv
Hun er født Nina Klinker Jørgensen og er datter af journalist Keld Stig Jørgensen og korrespondent Birte Klinker. Tidligere var hun kendt for at stå i romantisk forhold til kronprins Frederik i løbet af deres fælles studietid i Aarhus. Hun er gift med journalist Erik Stephensen, med hvem hun har to børn.